# Distretto di Unggai-Bena
Il distretto di Unggai-Bena, in inglese Unggai-Bena District, è un distretto della Papua Nuova Guinea appartenente alla provincia degli Altopiani Orientali. Ha una superficie di 922 km² e 31.000 abitanti (stima nel 2000)

## Geografia antropica

### Suddivisioni amministrative
Il distretto è suddiviso in un'Area di Governo Locale:
- Unggai-Bena Rural